# Melitaea iphigenia
Melitaea iphigenia är en fjärilsart som beskrevs av Eugen Johann Christoph Esper 1782. Melitaea iphigenia ingår i släktet Melitaea och familjen praktfjärilar. Inga underarter finns listade i Catalogue of Life.